# پل سوریان
پل سوریان مربوط به دوره صفوی است و در سوریان، جنوب شهر واقع شده و این اثر در تاریخ ۲۸ تیر ۱۳۵۵ با شمارهٔ ثبت ۱۲۸۳ به‌عنوان یکی از آثار ملی ایران به ثبت رسیده است.